# Zadonsk
Zadonsk (en russe : Задонск) est une ville de l'oblast de Lipetsk, en Russie. Sa population s'élevait à 9 585 habitants en 2013.

## Géographie
Zadonsk est située sur la rive gauche du Don, qui lui a donné son nom, à 53 km au sud-ouest de Lipetsk et à 383 km au sud-est de Moscou

## Histoire
Zadonsk est d'abord un hameau, établi en 1615 près des murs du monastère Zadonski – littéralement « par-dessus le Don » – fondé en 1610 par plusieurs moines venus du monastère Sretenski de Moscou. Le monastère devient célèbre dans les années 1770, lorsqu’un starets — moine empli des lumières du Saint-Esprit —, auteur de miracles, saint Tikhon de Zadonsk, s’y établit. Il meurt en 1783 et est enterré à Zadonsk, qui prospère alors en raison des foules qui viennent en pèlerinage sur la tombe de saint Tikhon chaque année.

## Population
Recensements (*) ou estimations de la population
| 1856  | 1897* | 1926* | 1939* | 1959* | 1970* |
| ----- | ----- | ----- | ----- | ----- | ----- |
| 4 800 | 7 507 | 7 560 | 6 900 | 8 120 | 9 246 |

| 1979*  | 1989*  | 2002*  | 2010* | 2012  | 2013  |
| ------ | ------ | ------ | ----- | ----- | ----- |
| 10 331 | 11 186 | 10 473 | 9 698 | 9 592 | 9 585 |

## Personnalités nées à Zadonsk
- Maria Perveïeva,(1879-1934 ?) socialiste révolutionnaire, élue à l'assemblée constituante russe de 1918

## Galerie

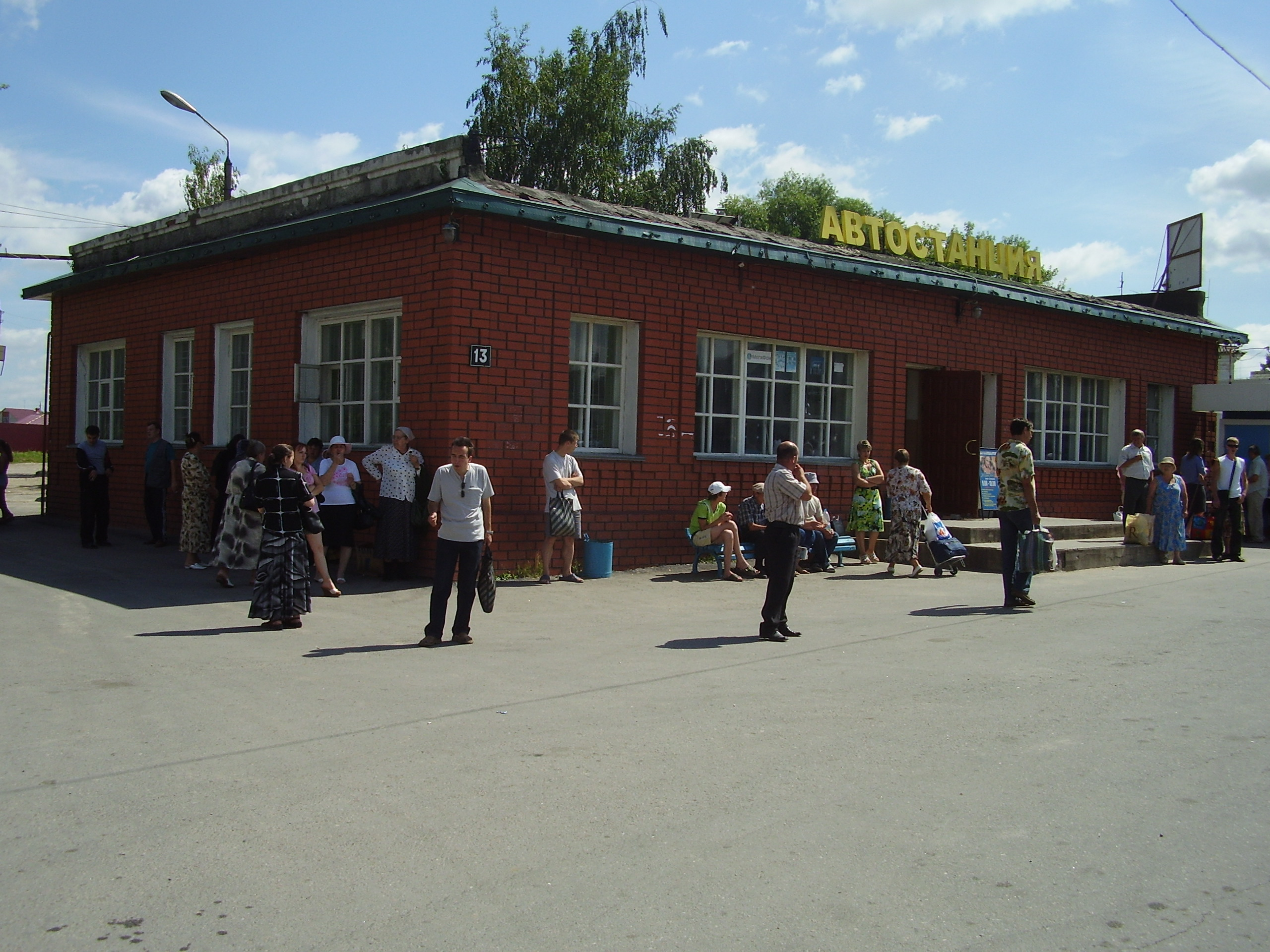
Zadonsk, gare routière.
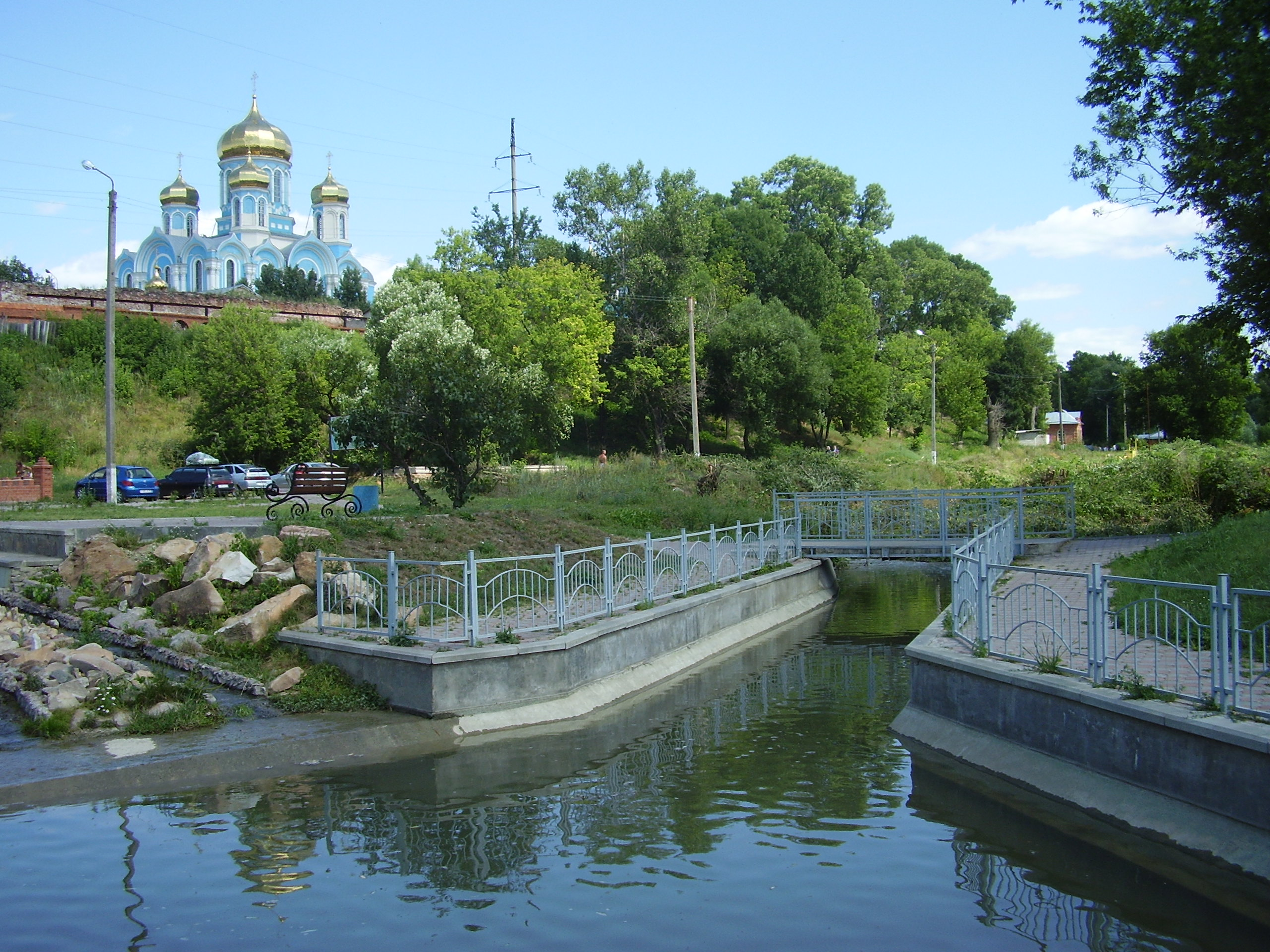
Zadonsk : la rivière Techevka et le monastère.
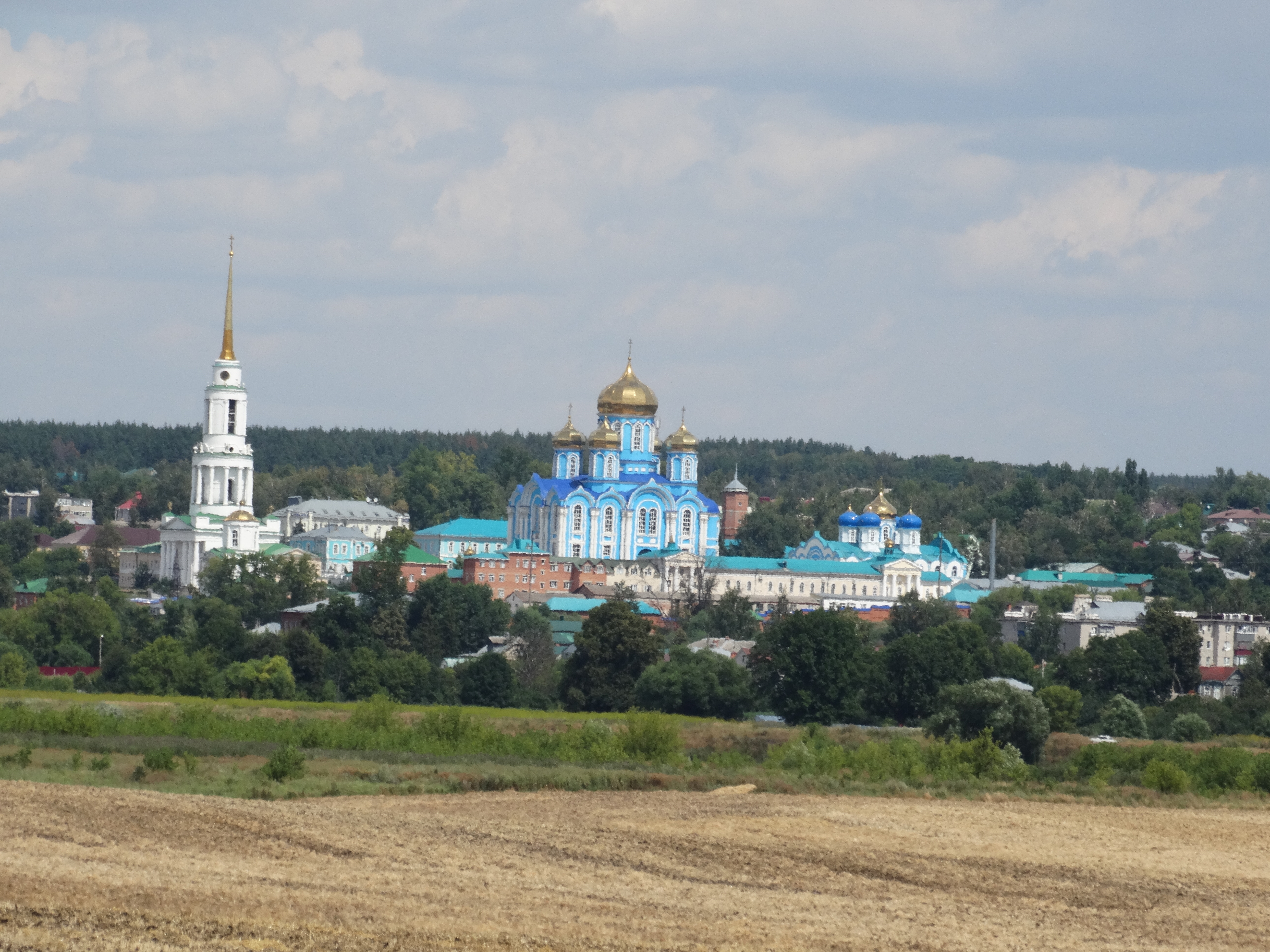
Vue générale de la ville
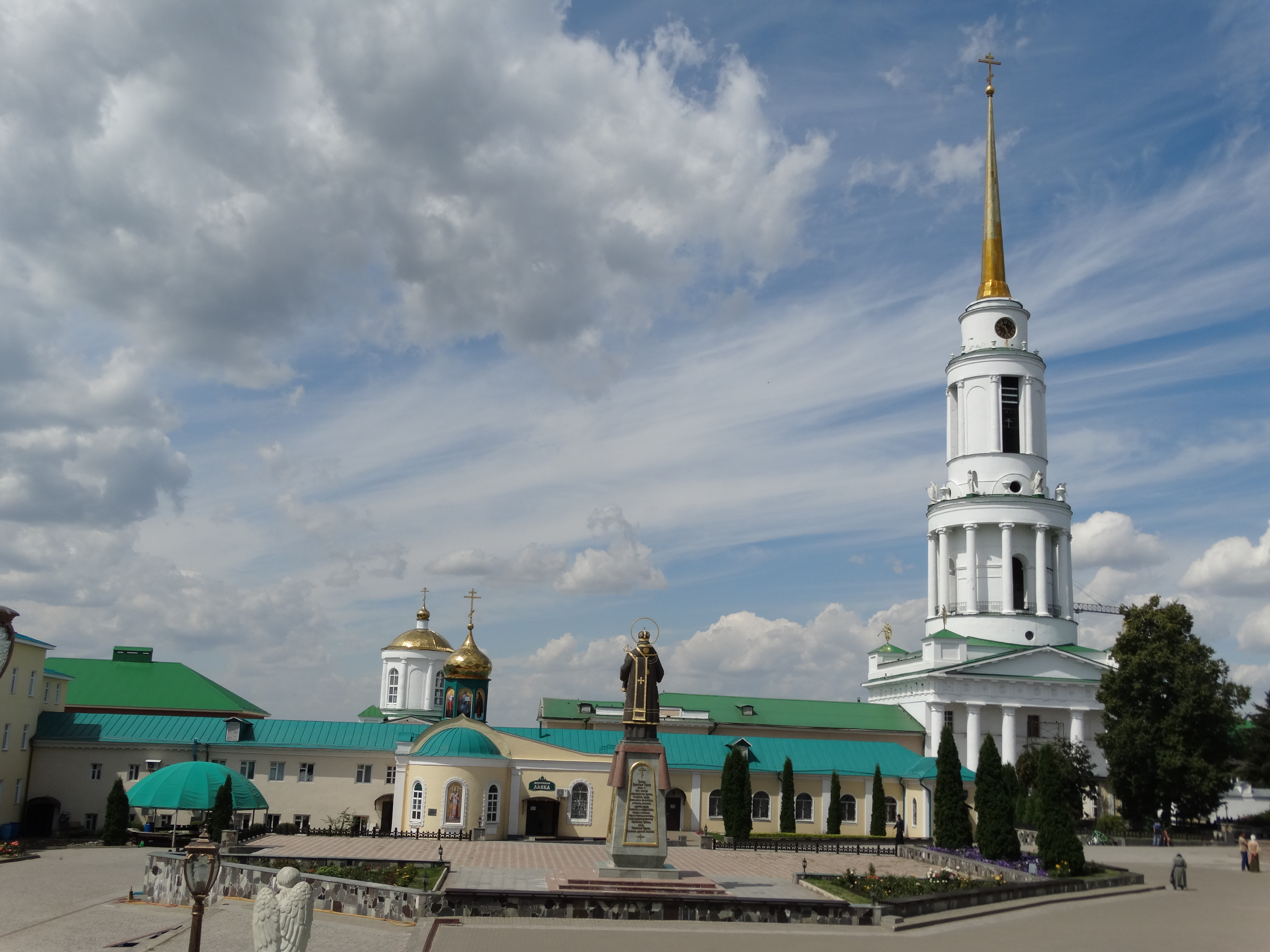
Tour au-dessus de la porte du monastère
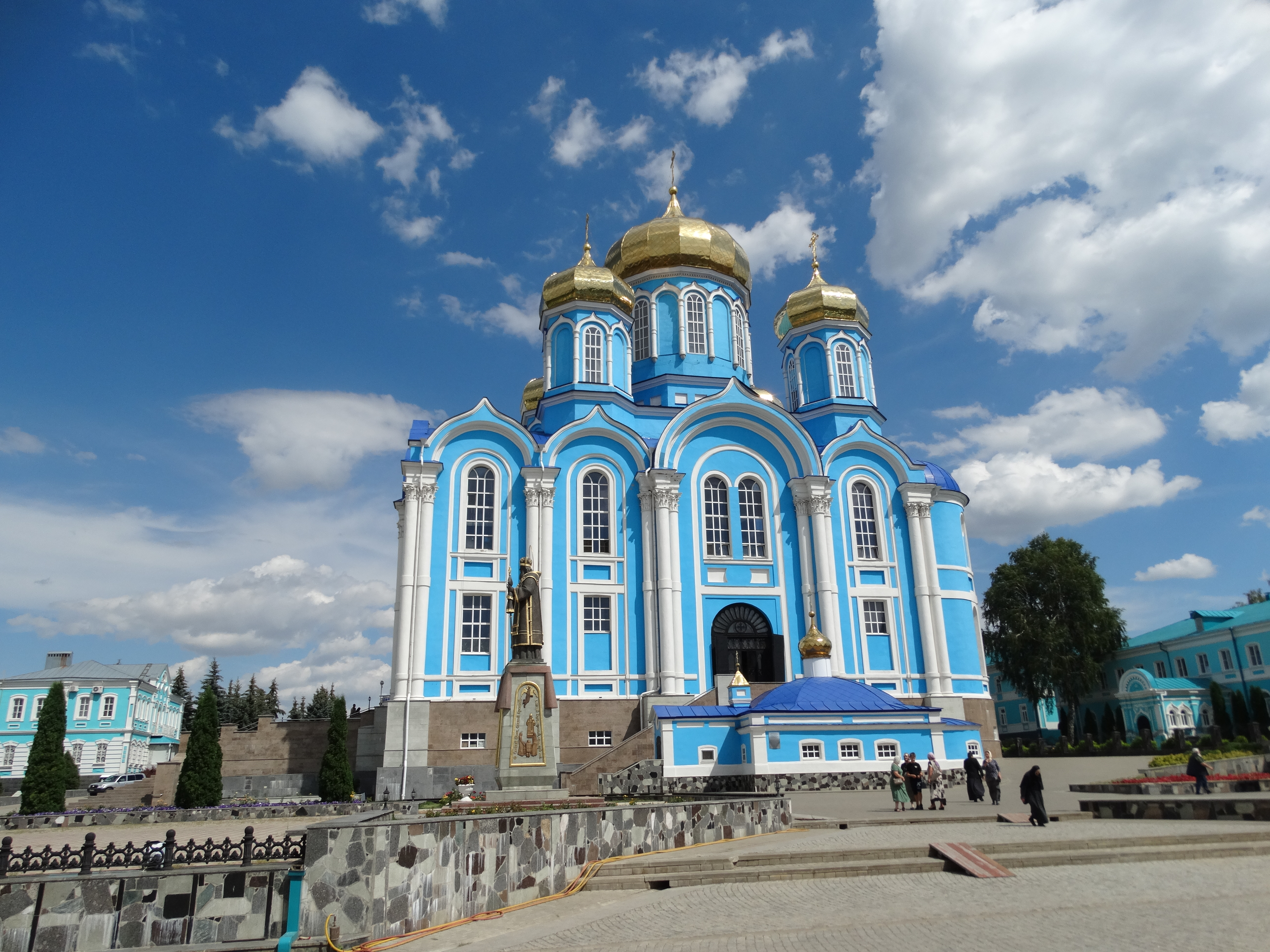
Сathédrale
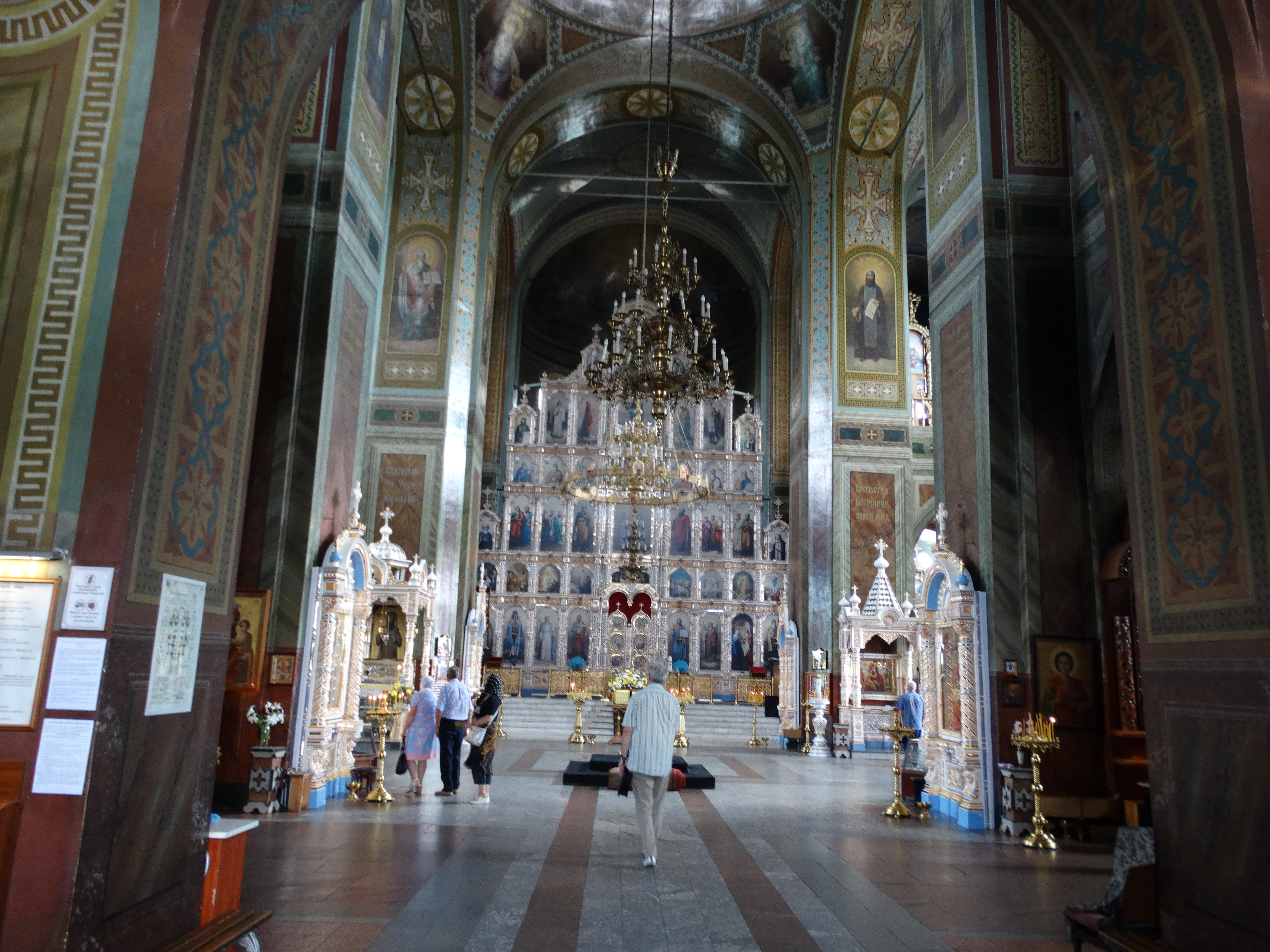
Iconostase de la cathédrale
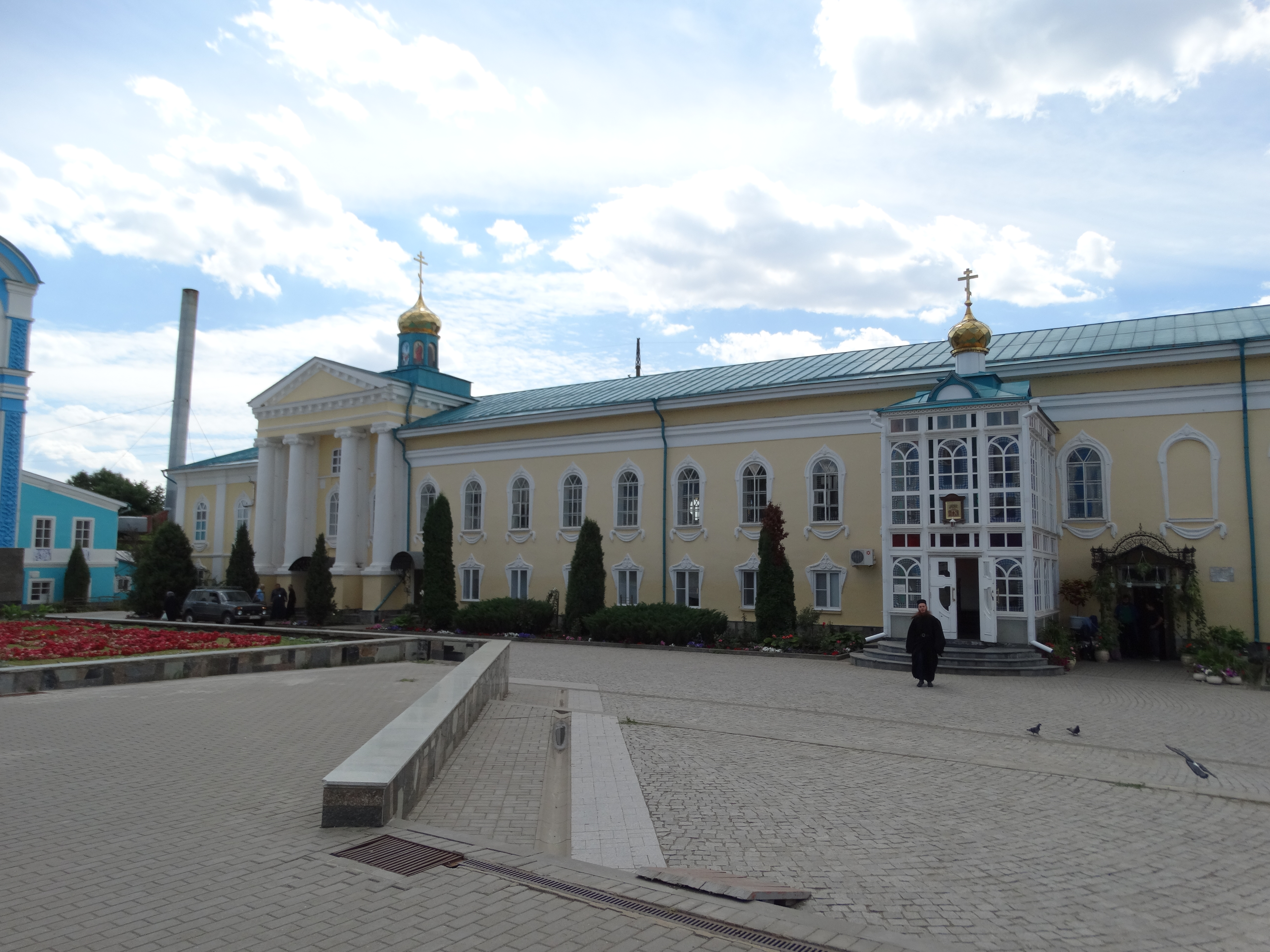
Dans la cour du monastère